# انان
آنان (انگلیسی: Anan, Lebanon) یک شهرک در شهرستان جزین و در کشور لبنان است.